# もたて山駅
もたて山駅（もたてやまえき）は、滋賀県大津市坂本本町にある比叡山鉄道比叡山鉄道線（坂本ケーブル）の駅である。

## 概要
坂本ケーブルに2つある中間駅のうち、山上側の駅である。予めの申告や駅に設置のインターホンからの連絡があった時だけ停車し、通常は通過する。駅員無配置駅。駅からはケーブル延暦寺駅や坂本までのハイキングコースがある。

## 歴史
元来は駅周辺のキャンプ場（桜花発射基地用地の跡地）へのアクセスとして開業した。キャンプ場はその後閉鎖されている。

### 年表
- 1949年（昭和24年）：裳立山遊園地駅（もたてやまゆうえんちえき）として開業[2]。
- 1974年（昭和49年）1月15日：もたて山駅に改称[2]。

## 駅構造
ホームは板張りの簡素なもので、軌道の南側に設置されている。付近は333‰の勾配となっているが、ホームは階段状ではなく、板に滑り止めの横材が打ちつけられているのみである。ホームの中ほどには小さな上屋と、2 - 3人が座れるベンチが設置されている。駅にはインターホンが設置されており、当駅から乗車する際はこれを使ってケーブルカーの停車を要請しなければならない。駅舎やトイレは設置されていない。

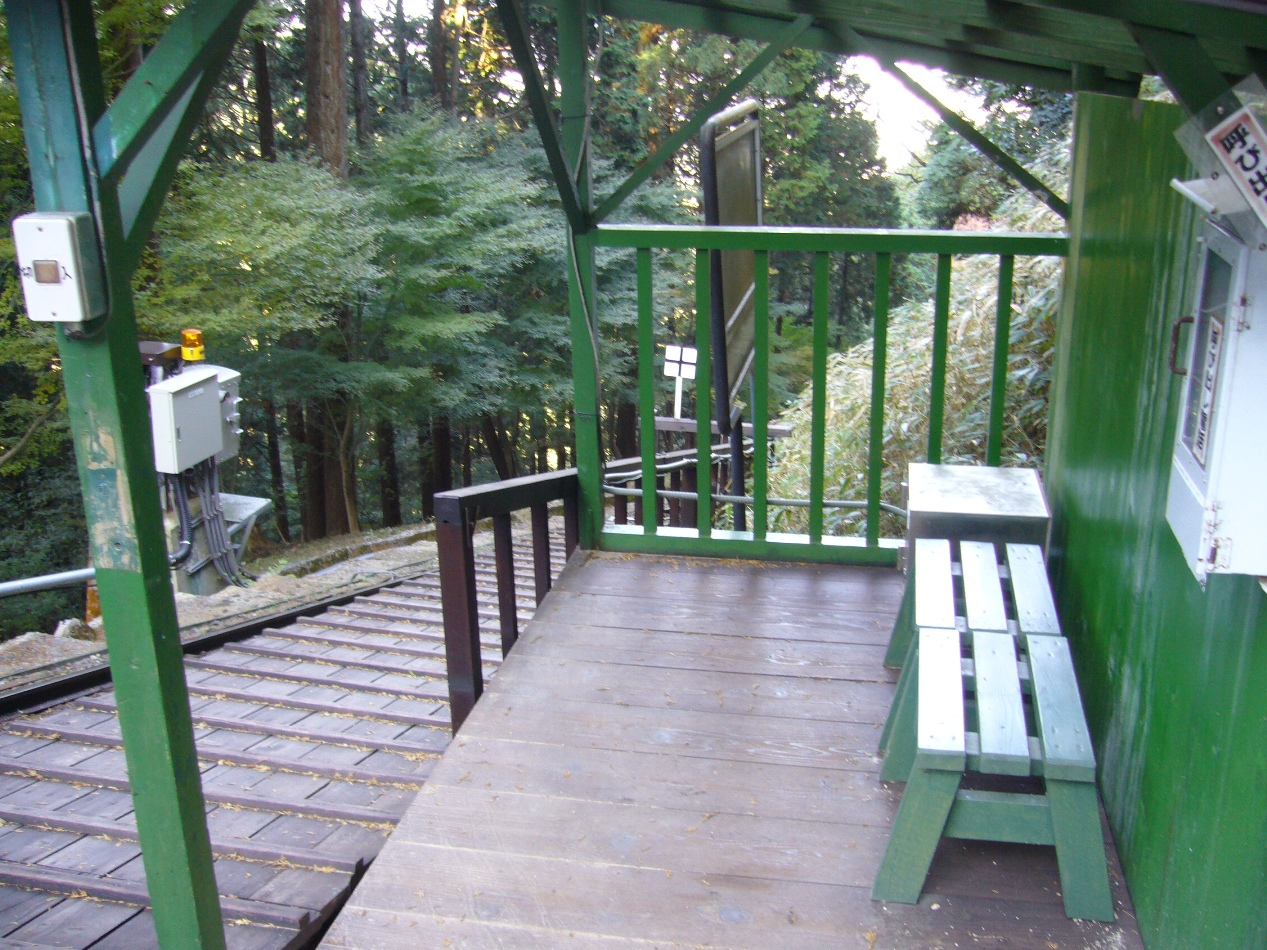
待合所（2007年11月）
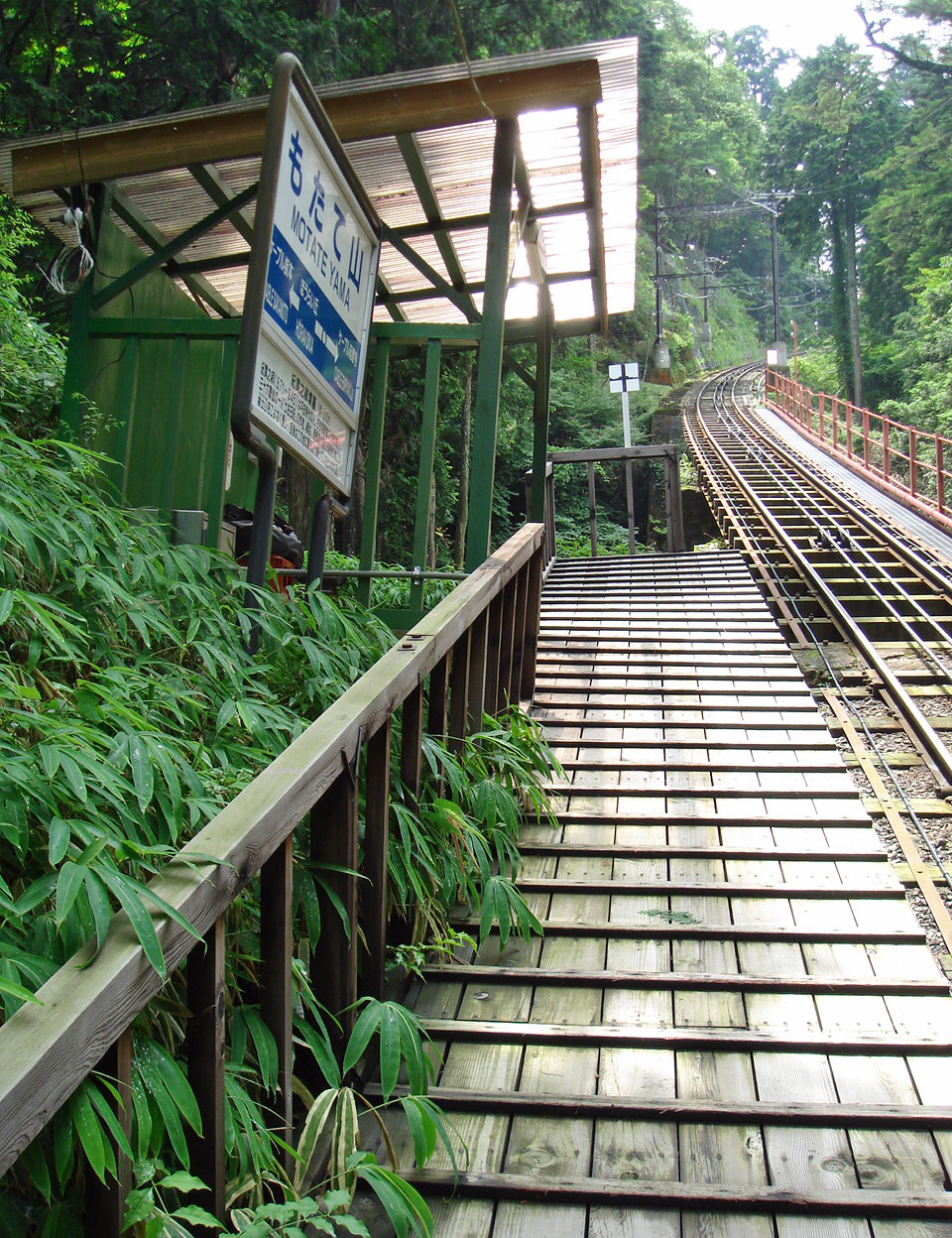
ホーム（2006年7月）
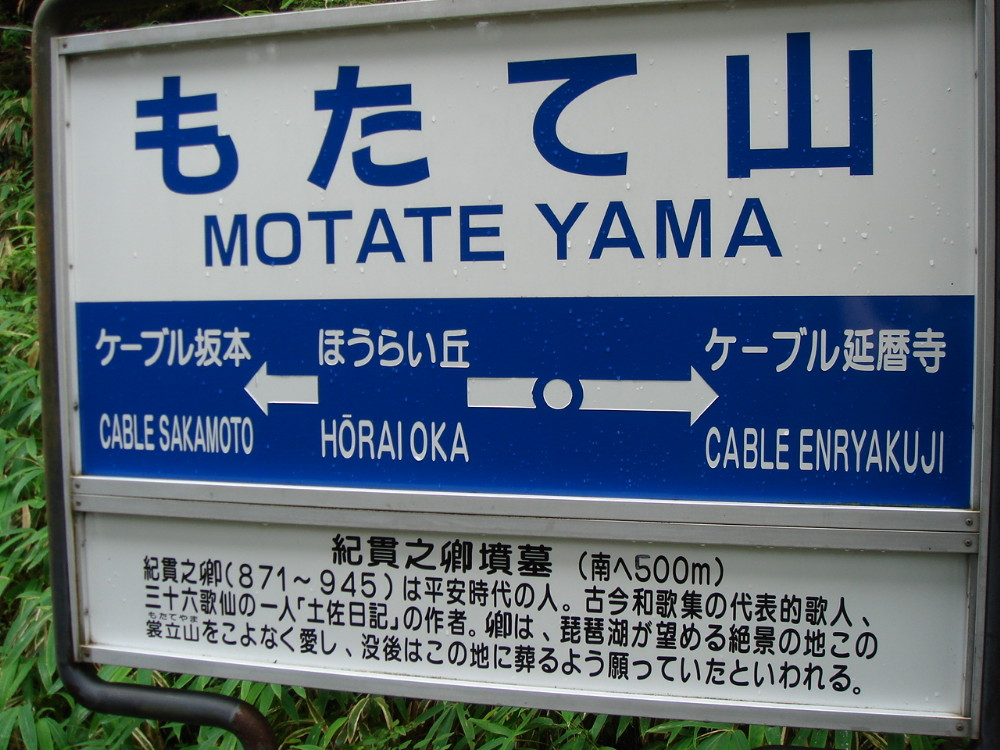
駅名標（2006年7月）

## 駅周辺
- 紀貫之墓 - 駅から山道を徒歩約10分[4]。道標完備。
  - 裳立山之碑 - 1912年に建てられた紀貫之を記念する碑。紀貫之墓に隣接する[4]。
- もたて山見晴台 - 駅から山道を徒歩約5分[4]。紀貫之墓への途中にある。展望台がある。
- ペツォルト夫妻供養塔 - ドイツ出身の仏教研究家ブルーノ・ペツォルトと妻であるノルウェー出身の音楽家ハンカ・シェルデルップ・ペツォルトを供養する塔[5]。

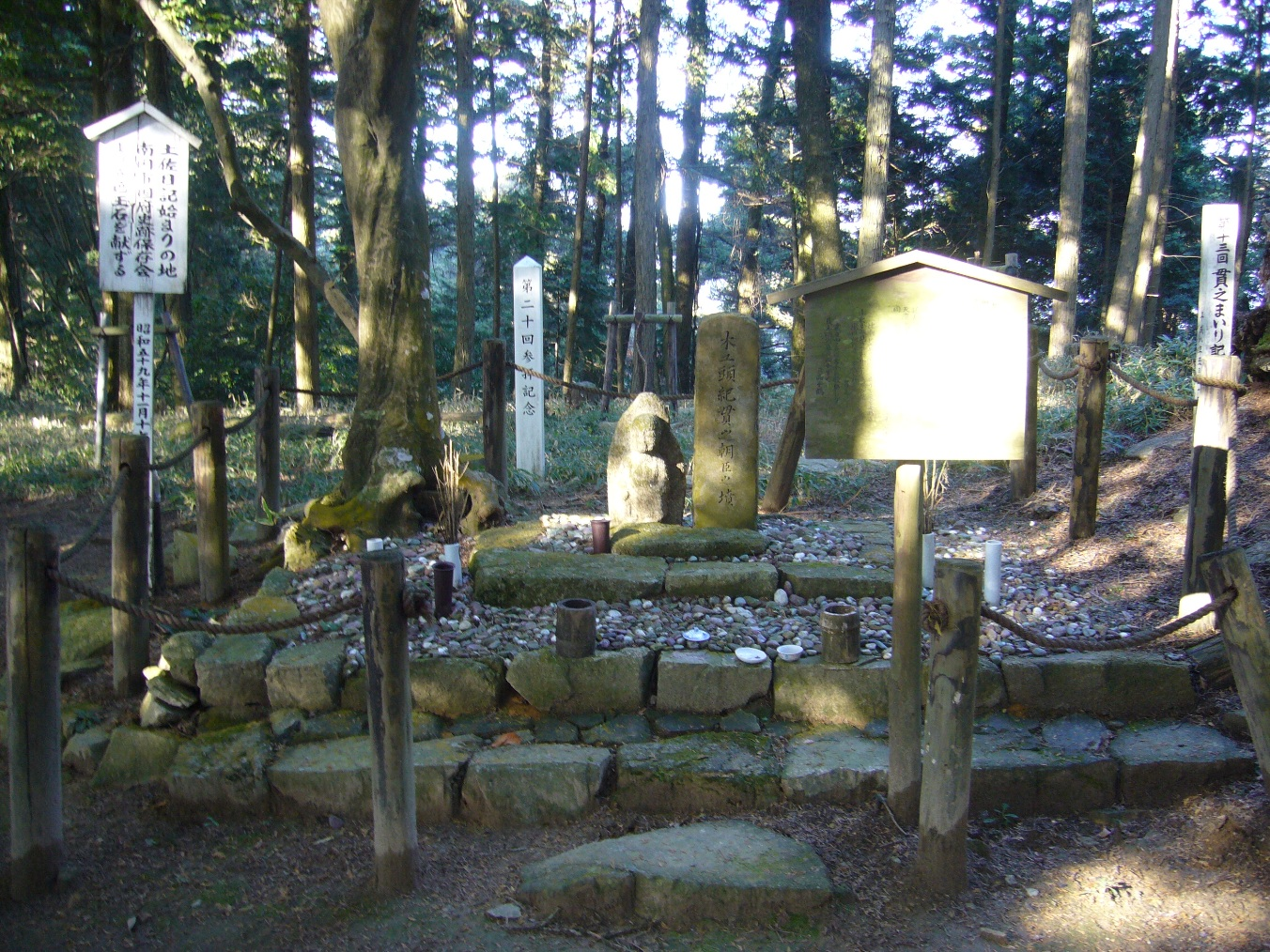
紀貫之墓
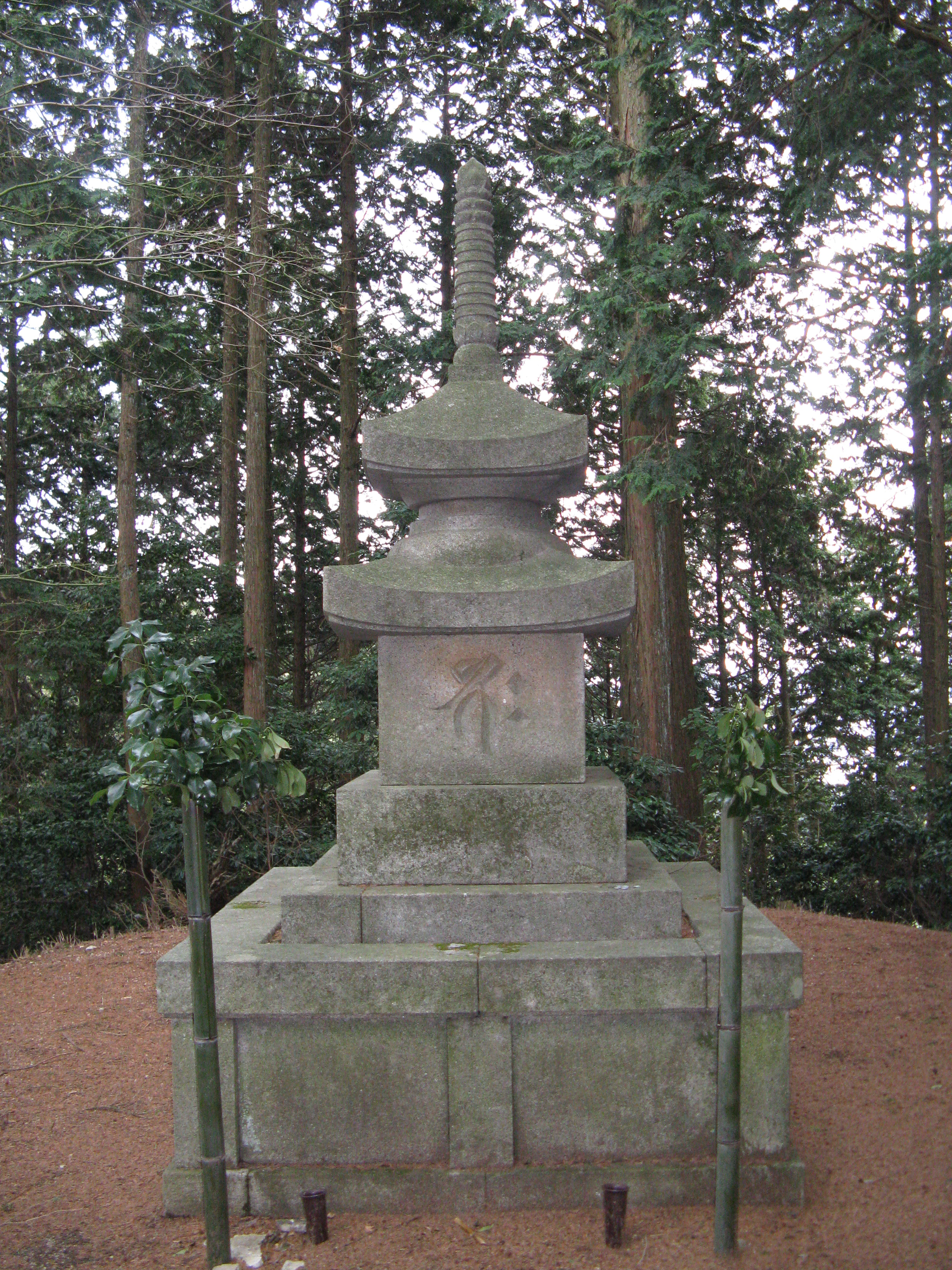
ブルーノ・ペツォルト権大僧正墓

## 隣の駅
比叡山鉄道
■比叡山鉄道線（坂本ケーブル）
ほうらい丘駅 - もたて山駅 - ケーブル延暦寺駅
ケーブル延暦寺駅までは近く、当駅の入口付近からはケーブル延暦寺駅のホーム上屋の一部が見える。